# Grand Prix Malajsie 2004
Grand Prix Malajsie
Petronas Malaysian Grand Prix
- 21. březen 2004
- Okruh Sepang
- 56 kol x 5,543 km / 310,408 km
- 715. Grand Prix
- 72. vítězství Michaela Schumachera

Schéma okruhu

- 169. vítězství pro Ferrari

## Výsledky
| Pozice | Jezdec               | Vůz             | Čas         |
| ------ | -------------------- | --------------- | ----------- |
| 1      | Michael Schumacher   | Ferrari F2004   | 1:31'07.490 |
| 2      | Juan Pablo Montoya   | Williams FW26   | á 0:05:022  |
| 3      | Jenson Button        | BAR 006         | á 0:11:569  |
| 4      | Rubens Barrichello   | Ferrari F2004   | á 0:13:616  |
| 5      | Jarno Trulli         | Renault R 24    | á 0:37:360  |
| 6      | David Coulthard      | McLaren MP 4/19 | á 0:53:098  |
| 7      | Fernando Alonso      | Renault R 24    | á 1:07:877  |
| 8      | Felipe Massa         | Sauber C 23     | á 1 kolo    |
| 9      | Cristiano da Matta   | Toyota TF 104   | á 1 kolo    |
| 10     | Christian Klien      | Jaguar R5       | á 1 kolo    |
| 11     | Giancarlo Fisichella | Sauber C 23     | á 1 kolo    |
| 12     | Olivier Panis        | Toyota TF 104   | á 1 kolo    |
| 13     | Giorgio Pantano      | Jordan EJ 14    | á 2 kola    |
| 14     | Gianmaria Bruni      | Minardi PS 04 B | á 3 kola    |
| 15     | Takuma Sató          | BAR 006         | á 4 kola    |
| 16     | Zsolt Baumgartner    | Minardi PS 04 B | á 4 kola    |
| Kolo   | Odstoupily           | -               | -           |
| 40     | Kimi Räikkönen       | McLaren MP 4/19 | Rozvodovka  |
| 34     | Nick Heidfeld        | Jordan EJ 14    | Převodovka  |
| 27     | Ralf Schumacher      | Williams FW26   | Motor       |
| 23     | Mark Webber          | Jaguar R5       | Zapalování  |

### Nejrychlejší kolo
- Juan-Pablo MONTOYA Williams BMW 1:34.223 - 211.783 km/h

### Vedení v závodě
- 1-9 kolo Michael Schumacher
- 10-12 kolo Juan Pablo Montoya
- 13-26 kolo Michael Schumacher
- 27 kolo Rubens Barrichello
- 28-56 kolo Michael Schumacher

### Postavení na startu
- Červeně – výměna motoru / posunutí o 10 příček na startu
- Modře – startoval z boxu

| 1. řada  | 1                  | 2                    |
|          | Michael Schumacher | Mark Webber          |
|          | Ferrari            | Jaguar               |
|          | 1'33.074           | 1'33.715             |
| 2. řada  | 3                  | 4                    |
|          | Rubens Barrichello | Juan Pablo Montoya   |
|          | Ferrari            | Williams             |
|          | 1'33.756           | 1'34.054             |
| 3. řada  | 5                  | 6                    |
|          | Kimi Räikkönen     | Jenson Button        |
|          | McLaren            | BAR                  |
|          | 1'34.164           | 1'34.221             |
| 4. řada  | 7                  | 8                    |
|          | Ralf Schumacher    | Jarno Trulli         |
|          | Williams           | Renault              |
|          | 1'34.235           | 1'34.413             |
| 5. řada  | 9                  | 10                   |
|          | David Coulthard    | Cristiano da Matta   |
|          | McLaren            | Toyota               |
|          | 1'34.602           | 1'34.917             |
| 6. řada  | 11                 | 12                   |
|          | Felipe Massa       | Giancarlo Fisichella |
|          | Sauber             | Sauber               |
|          | 1'35.039           | 1'35.061             |
| 7. řada  | 13                 | 14                   |
|          | Christian Klien    | Olivier Panis        |
|          | Jaguar             | Toyota               |
|          | 1'35.158           | 1'35.617             |
| 8. řada  | 15                 | 16                   |
|          | Nick Heidfeld      | Gianmaria Bruni      |
|          | Jordan             | Minardi              |
|          | 1'36.569           | 1'38.577             |
| 9. řada  | 17                 | 18                   |
|          | Zsolt Baumgartner  | Giorgio Pantano      |
|          | Minardi            | Jordan               |
|          | 1'39.272           | 1'39.902             |
| 10. řada | 19                 | 20                   |
|          | Takuma Sato        | Fernando Alonso      |
|          | BAR                | Renault              |
|          | - -- ---           | - -- ---             |
| -------- | ------------------ | -------------------- |

### Zajímavosti
- Rubens Barrichello získal ve své 180 Grand Prix 5 bodů a zaokrouhlil svůj bodový zisk na 350 bodů
- Německo překonalo bodový zisk 1 700 ( 1 709)
- Jenson Button stál poprvé na stupních vítězů a zároveň se postaral o to, že pilot britské národnosti vystoupil na bednu po 480.
- Mark Webber startoval poprvé z první řady
- Juan Pablo Montoya zajel pro motor BMW 30 nejrychlejší kolo
- Motor Honda stál na startu 255 Grand Prix